# Конса, Оливер
Оливер Конса (эст. Oliver Konsa; 4 марта 1985, Тарту) — эстонский футболист, нападающий и крайний полузащитник. Выступал за национальную сборную Эстонии.

## Биография

### Клубная карьера
Воспитанник тартуского футбола. В 2001 году начал выступать на взрослом уровне за местную команду «Таммека», с которой вышел из второй лиги в высшую. В 2004 году стал победителем первой лиги и её лучшим бомбардиром с 25 голами. В высшей лиге в 2005—2006 годах сыграл 53 матча и забил 16 голов (его команда в этот период называлась «Мааг-Таммека»).
В 2007 году перешёл в таллинский «ТФМК», в котором провёл полтора года. Летом 2008 года перешёл во «Флору», а в ходе сезона 2010 года — в «Нымме Калью». В составе «Флоры» в 2010 году и в составе «Нымме Калью» в 2012 году выигрывал золотые медали чемпионата Эстонии, также с «Флорой» завоевал два Кубка страны (2008, 2009).
С 2015 года играет в низших дивизионах Финляндии.

### Карьера в сборной
Дебютный матч за национальную сборную Эстонии сыграл 3 февраля 2007 года против Польши, заменив на 67-й минуте Герта Камса. Всего за сборную в 2007—2012 годах провёл 20 матчей, из них только в двух сыграл все 90 минут, голов не забивал.

## Личная жизнь
В ноябре 2012 года был арестован по обвинению в распространении наркотиков, после этого его команда расторгла с ним контракт. В сентябре 2013 года футболист был признан виновным решением суда, а в январе 2014 года вышел на свободу.

## Достижения
- Чемпион Эстонии (2): 2010, 2012
- Обладатель Кубка Эстонии (2): 2008, 2009